# Petros, Hunedoara
Petros este un sat în comuna Baru din județul Hunedoara, Transilvania, România.
Petros este un sat situat intre orașele Petroșani și Hațeg. Se află la nord de munții Șureanu de unde izvorăște Streiul. A fost amintit pentru prima dată în documentele medievale din 1407 sub denumirea de Pytrus când este dăruit pentru merite militare cnezilor din Densuș.
Localnicii acestor locuri se numesc „momârlani” (a nu se confunda cu mârlani). Costumul popular este predominat de alb și negru. Doar pe „catrința” sunt cusute modele cu mov, puțin roșu și fir auriu.

## Obiective turistice
- Peștera Tecuri: monument al naturii cu o serie de formațiuni de o deosebită frumusețe: stalactite, stalagmite, perdele și scurgeri de culoare roșiatică. Se află la o altitudine de 920 m și în interiorul ei se gasește un lac format din pârâiele din munte. Din el izvorăște pârâul Șipot ale cărui cascade fac un adevărat spectacol.
- Cleanțul Lola: o stânca, la 7 km de satul Petros, de-a lungul Vaii Streiului și poarta numele unei fete localnice care urmarită de turci, intr-o invazie, s-a aruncat in gol. Are o înaltime de 200 m.
- Valea „Rea” se găsește pe Valea Streiului și se numește așa pentru că este mai greu accesibilă dar este de o frumusețe rară.

## Imagini

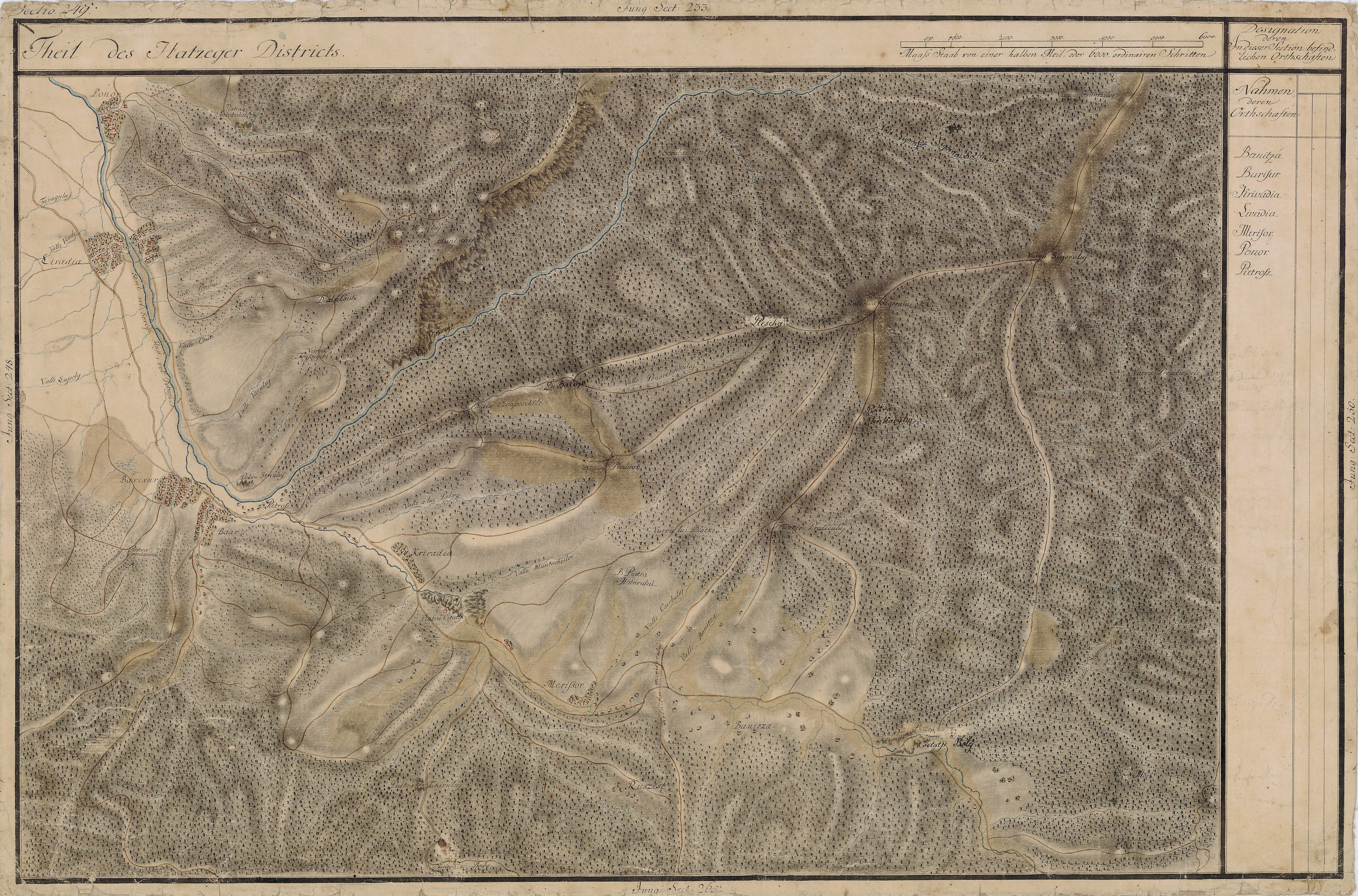
Petros în Harta Iosefină a Transilvaniei, 1769-1773